# Columna de la Libertad de los Esclavos
La Columna de la Libertad de los Esclavos,  popularmente llamado como la columna de los esclavos, es el único monumento en Colombia que conmemora la abolición de la esclavitud en Colombia. Está localizada en la plaza principal del municipio de Ocaña, Norte de Santander. Fue erigida en diciembre de 1851, el mismo año en que el gobierno de José Hilario López expidió la ley que abolía definitivamente la esclavitud. El Ministerio de Cultura declaró la Columna de la Libertad como Bien de Interés Cultural el 11 de abril de 2002.

## Antecedentes e Historia
Desde 1811 los españoles ofrecían la libertad a esclavos que ingresaran a las tropas realistas, y Bolívar después de 1816, recurrió a esa misma idea: darle la libertad a los esclavos que se enrolaran pero a los ejércitos independentistas, con eso buscaba contrarrestar los reclutamientos que los españoles efectuaban sobre la población negra. Sin embargo, la libertad de los negros adquirió cada vez más una connotación económica que se ocultaba en el radicalismo de las argumentaciones ideológicas. Existían intereses sobre los esclavos como una propiedad y negar la libertad a los esclavos se tomaban ideas similares a una defensa de un patrimonio y del principio de la propiedad privada se erigían como obstáculos a toda pretensión idealista de otorgar por razones humanitarias la libertad a los negros.
Líderes de otras razas entre ellos Remigio Márquez, comandante general de Mompos para 1822, había una restricción contra razas distintas a la blanca, se llamaba pardos a quienes fueran descendientes de raza negra, resultado de un mestizaje con otras etnias. Márquez quien era un "pardo" acusado de incitar la división social, una guerra de razas, caso similar al de Manuel Piar sentenciado a muerte en Venezuela, Márquez en respuesta de esas acusaciones se defendió argumentando que esa acusación se trataba de una conspiración en reacción a sus actividades en pro de la república, que afectaban a intereses de criollos. Para esa época había líderes que no aceptaban plantear un panorama de armonía social "alterado" por un pardo prominente, existía el temor que por influencia o ascendencia políticas de ser pardo, era considerado peligroso más allá de los méritos que hubiese alcanzado, pues su posición como autoridad era un simbolismo para las clases bajas. Bolívar terminó por darle el nombre de Pardocracia a la posibilidad que pardos llegaran a participar dentro de la administración del Estado.
El presidente del Estado Antioqueño Don Juan del Corral, defendió un proyecto de ley que se aprobó hasta el 21 de julio de 1821 la llamada “Libertad de parto”, proyecto por el cual se dio la después llamada ley de Manumisión por el cual los hijos de descendientes africanos nacían libres, esta ley aprobaba la libertad de vientres, dicha ley prohibía la comercialización de esclavos, se declararon libres a los esclavos importados ilegalmente después de 1821, se exigió a los terratenientes parar con los maltratos y castigos a estas comunidades, estableciendo penas para quienes violaran la ley. Sin embargo, en las poblaciones afro en el país esta ley no fue popular al establecerse después como condición que solo hasta los 18 años después de nacidos y haber pagado por los gastos en sus crianzas, con sus obras y servicios, sin embargo el poder de los amos era muy grande que podrían declarar que ese pago aún no se había completado, negarse a conceder la libertad e incluso pedir un proceso mediante el cual el amo se consideraba como afectado económicamente.
La ley del 27 de julio de 1839 ordenaba a los párrocos y sacerdotes le dieran formación en catolicismos y bautismo con la intención de favorecer a esclavos en su proceso de manumisión, sin embargo aún continuaban rebeldes que se oponían a conceder en forma definitiva derechos a los hijos de los esclavos, además esta ley no fue muy efectiva al presentarse el conflicto civil conocido como la guerra de los supremos (1839-1842), lo que ocasionó que esa ley fuera ignorada por la mayoría de la población, al finalizar la guerra debido a conciliaciones el gobierno dictó la ley de 29 de mayo de 1842, la cual prolongaba la dependencia de los esclavos otros 7 años adicionales mediante el concierto o lo que se llamó el aprendizaje. Desde ese momento esclavos que completaran los 18 años de edad tendrían que ser presentados a los alcaldes quienes debían concertarlos a servir a su antiguo amo o a otra persona que pudiera «educarlo e instruirlo» en un oficio, arte o profesión.
La ley del 29 de mayo de 1842 garantizaba la esclavitud al menos hasta 1846 y estuvo acompañada de otras disposiciones represivas contra la agitación, como las que autorizaban nuevamente las ventas de esclavos hacia al exterior. La ley de aprendizaje y concierto facilitó la discusión sobre malos tratos por parte de los amos, la corrupción de funcionarios del gobierno tolerando ventas ilícitas y la alianza de las autoridades oficiales con los esclavistas, es decir las leyes no eran acatadas esta situación hizo que entre 1849 y 1850 prensa, grupos radicales, sociedades demócraticas, incluso en el Congreso el tema de la esclavitud adquiriera importancia, el 15 de octubre de 1850,bajo el gobierno de José Hilario López la Cámara de la Provincia de Neiva, a través de sus diputados Leonidas Orregozo y José María Rojas Garrido, se dio inicio al debate en el Congreso de la República sobre la abolición total de la esclavización de las personas africanas en Colombia
Finalmente, en un ambiente de agitado en política, el Congreso de Colombia dictó la ley de 21 de mayo de 1851 por medio de la cual los esclavos serían libres a partir del 1 de enero de 1852 y los amos serían indemnizados con bonos sobre los cuales se reconocería un interés. La ley creó no sólo Juntas de Manumisión en las cabeceras de cada cantón, sino que en las cabeceras de provincia se crearon juntas provinciales. Igualmente se determinaron y precisaron sus rentas. Los empleados oficiales que aportaban el 1% de su salario y pensión para contribuir a dichos fondos, según la ley de 22 de junio de 1850, vieron incrementadas las retenciones al 4% de los salarios hasta 200 pesos y el 5% para salarios superiores. Los fondos pudieron ampliarse. El presupuesto nacional, las importaciones, las mortuorias y las rentas de la Iglesia componían una lista de aportantes básicos. Los pocos esclavos que quedaban para enero de 1852 en Ocaña, se les sometió al proceso de manumisión y se les concedió la libertad, el pago a los anteriores amos fue dado a crédito.

## Construcción
La columna fue erigida por iniciativa del primer gobernador de la Provincia de Ocaña, el abogado cartagenero Agustín Nuñez Baena hijo de Bárbara Baena y Manuel María Marcelino Núñez Duarte quien fue uno de los firmantes del acta de independencia del Estado libre de Cartagena (1812), al ser expedida la ley que abolía la esclavitud en Colombia y que debía entrar en vigencia el 1 de enero de 1852, el gobernador Núñez tuvo la original idea de perpetuar el hecho en una obra material y ordenó construir la columna, formada por cinco anillos concéntricos que simbolizan los cinco países bolivarianos (Colombia, Venezuela, Ecuador,  Perú y Bolivia). La primera piedra se colocó el 7 de diciembre de 1852 y la obra fue inaugurada el 22 de diciembre del mismo año.

## Creencias Populares
Como en otros pueblos que tienen raíces ancestrales y vivieron el duro proceso hacia la independencia, en Ocaña se han tejido mitos alrededor de sus orígenes así como de la Columna de la Libertad. Se dice que en la base de ella hay tres urnas: una de vidrio, que contiene el texto de la ley y los nombres de los esclavos manumitidos, la cual se halla dentro de otra de madera y esta a su vez dentro de una tercera de hierro; que la base de la columna se construyó con los ladrillos teñidos con la sangre de Miguel Carabaño, coronel fusilado y despedazado en Ocaña, también los ocañeros Salvador Chacón y el sargento Hipólito García, quienes fueron fusilados en la plazuela de San Francisco (hoy Plaza 29 de Mayo) el 9 de abril de 1816, siguiendo instrucciones del general Pablo Morillo en cooperación del mando del capitán general Francisco Montalbo quien recibió el 16 de abril de 1816 el cargo de virrey de la Nueva Granada ; Miguel Carabaño quien fue uno de los venezolanos que después de la capitulación de San Mateo en Venezuela en su exilio, llegaron a Cartagena junto a Fernando Carabaño, Vicente Tejera y Simón Bolívar en noviembre de 1812, MIguel Carabaño habría predicho la erección de un monumento con las piedras que iban a recibir su sangre y la de sus compañeros.

## Galería

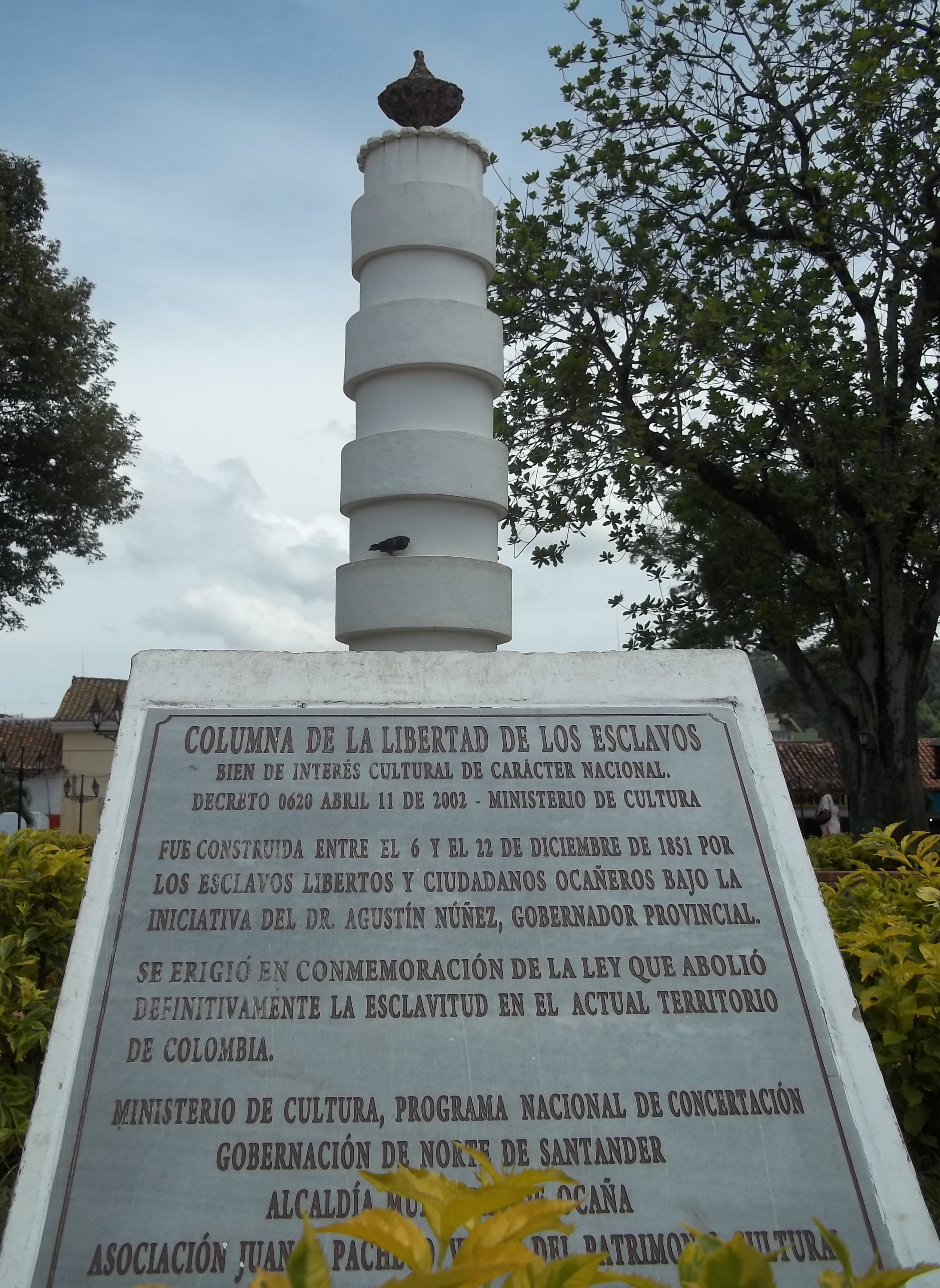
Detalle de la Placa
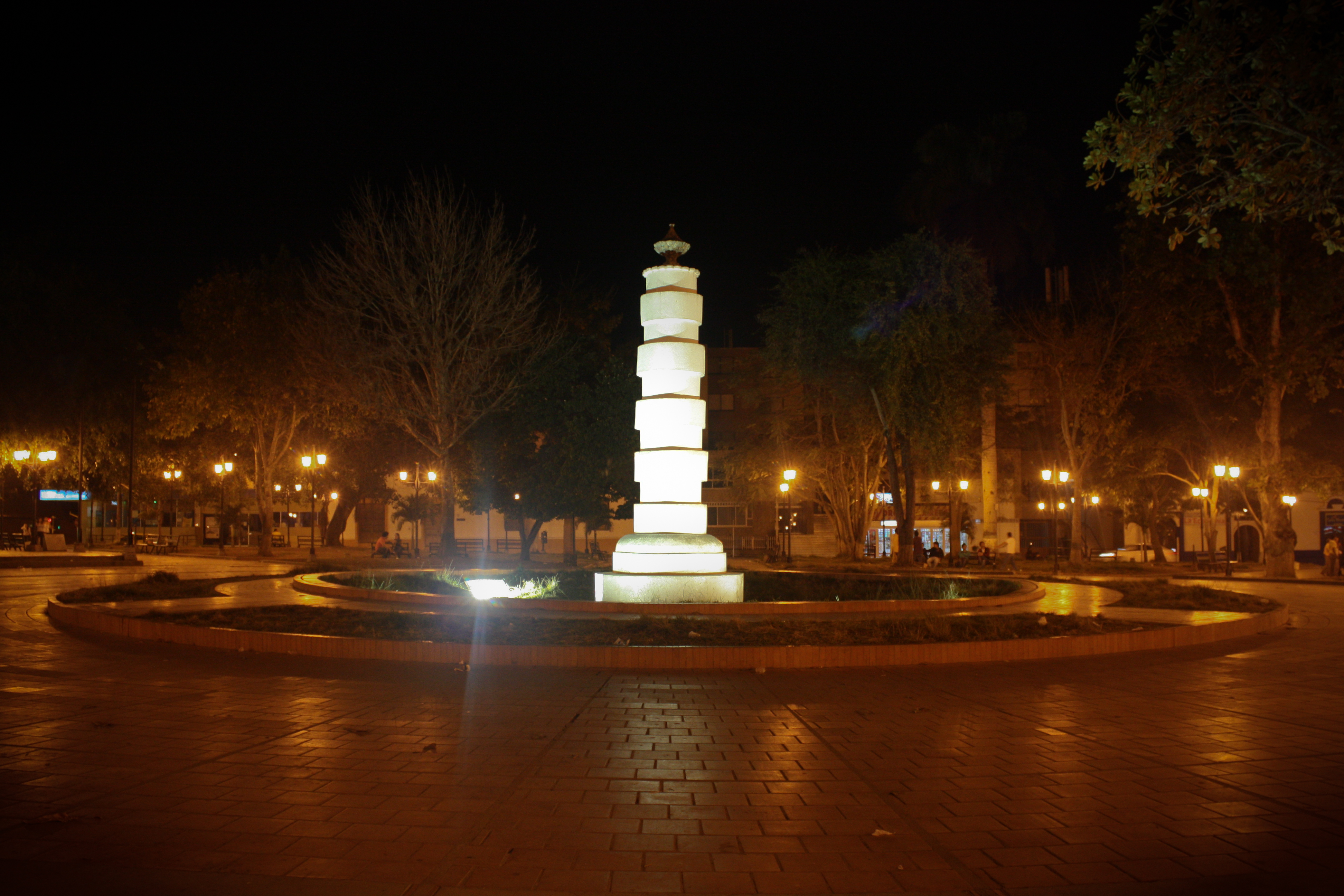
Vista nocturna